# Metasiro americanus
Metasiro americanus -gatunek kosarza z podrzędu Cyphophthalmi i rodziny Neogoveidae. Jest jedynym znanym przedstawicielem monotypowego rodzaju Metasiro.

## Opis
Drobny gatunek kosarza, o krótkich nogach i długości ciała poniżej 2 mm

## Występowanie
Gatunek endemiczny dla południowo-wschodnich Stanów Zjednoczonych. Wykazany z Florydy, Georgii i Karoliny Południowej.